# メルドリック・テーラー
メルドリック・テーラー（Meldrick Taylor、1966年10月19日 - ）は、アメリカ合衆国の男性プロボクサー。ペンシルベニア州フィラデルフィア出身。元IBF世界スーパーライト級王者。元WBA世界ウェルター級王者。世界2階級制覇王者。
1984年ロサンゼルスオリンピックフェザー級金メダリスト。スーパーライト級時代には卓越した技巧を武器に活躍した。ハイライトになったフリオ・セサール・チャベスとの2度に渡る激闘で有名(1、2戦ともあわやのところまでチャベスを苦しめている)。中でも第1戦は激闘になりながらも最終12回残り2秒で逆転TKO負けになったが、無敗のチャベスをあわやまで追い詰めたことで知られ、1990年度リングマガジン ファイト・オブ・ザ・イヤーに選出されている。

## 来歴
アマチュア時代の戦績は103戦99勝4敗の戦績を残している。特に1984年のロサンゼルスオリンピックフェザー級でオリンピックに登場。1回戦は5-0の判定勝ち。2回戦も5-0の判定勝ち、準々決勝は3回TKO勝ち、準決勝と決勝は5-0の判定で完封勝ちで金メダルを獲得した。
1984年11月15日、プロデビューを果たし初回2分31秒TKO勝ちで白星でデビューを飾った。
1985年7月20日、ロベルト・メディナと対戦し6回3-0(2者が60-53、60-54)の判定勝ち。
1986年5月11日、ハロルド・ブレイザーと対戦し10回3-0の判定勝ち。
1988年9月3日、IBF世界スーパーライト級王者バディ・マクガートと対戦し12回2分TKO勝ちで王座獲得に成功した。
1989年1月21日、ジョン・ミーキンスと対戦し7回終了時棄権で初防衛に成功した。
1989年9月11日、コートニー・ハンターと対戦し12回3-0(117-111、2者が118-110)の判定勝ちで2度目の防衛に成功した。
1990年3月17日、ラスベガス・ヒルトンでWBC世界スーパーライト級王者フリオ・セサール・チャベスと対戦。技巧を駆使して強打のチャベスを翻弄したが最終12回にKOでしか勝ち目がなかったチャベスは捨て身で反撃を開始し、終了前僅かなところでダウンを奪われ起き上がったがそのままレフェリーがストップした。最終12回2分58秒TKO負け。キャリア初黒星となり王座統一に失敗し王座から陥落した。あと2秒でチャベスの連勝を止めるところだった。
1991年1月19日、WBA世界ウェルター級王者アーロン・デイヴィスと対戦し12回3-0(115-112、2者が116-111)の判定勝ちで2階級制覇に成功した。
1991年6月1日、ルイス・ガルシアと対戦し12回2-1(118-112、115-113、114-117)の判定勝ちで初防衛に成功した。
1992年1月18日、後のIBO世界ミドル級王者グレンウッド・ブラウンと対戦し12回3-0(114-113、2者が116-113)の判定勝ちで2度目の防衛に成功した。
1992年5月19日、ウェルター級王座在位のままWBC世界スーパーウェルター級王者テリー・ノリスと対戦するがノリスの一方的なペースになり4回2分55秒TKO負けで3階級制覇に失敗した。
1992年10月31日、ロンドンのアールズ・コート・エキシビション・センターでクリサント・エスパーニャと対戦したが8回2分11秒TKO負けを喫し3度目の防衛に失敗し王座から陥落した。
1994年9月17日、MGMグランド・ガーデン・アリーナでWBC世界スーパーライト級王者フリオ・セサール・チャベスと4年ぶりに対戦。苦しませる場面を作ったが8回1分41秒TKO負けでIBFに続くスーパーライト級王座獲得に失敗した。
2002年5月31日、ディリオン・カレウと対戦し8回2-1の判定勝ち。
2002年7月30日、ウェイン・マーティンと対戦するが10回0-3(2者が93-97、95-97)の判定負けを最後に現役を引退した。
2019年6月4日、武装をして警察官に抵抗をしたとして逮捕された。テーラーがアパートからの立ち退きを求めた男性に数日待って欲しいと拳銃を向けてから、アパートに立てこもったため、SWATが呼ばれると90分後に投降したというもので、加重暴行やテロによる脅迫などの容疑がかけられた。

## 獲得タイトル
- IBF世界スーパーライト級王座(防衛2)
- WBA世界ウェルター級(防衛2度)